# 河守上村
河守上村（こうもりかみむら）は、かつて京都府加佐郡にあった村。現在の福知山市大江町の北西部、京都丹後鉄道宮福線の沿線にあたる。

## 地理

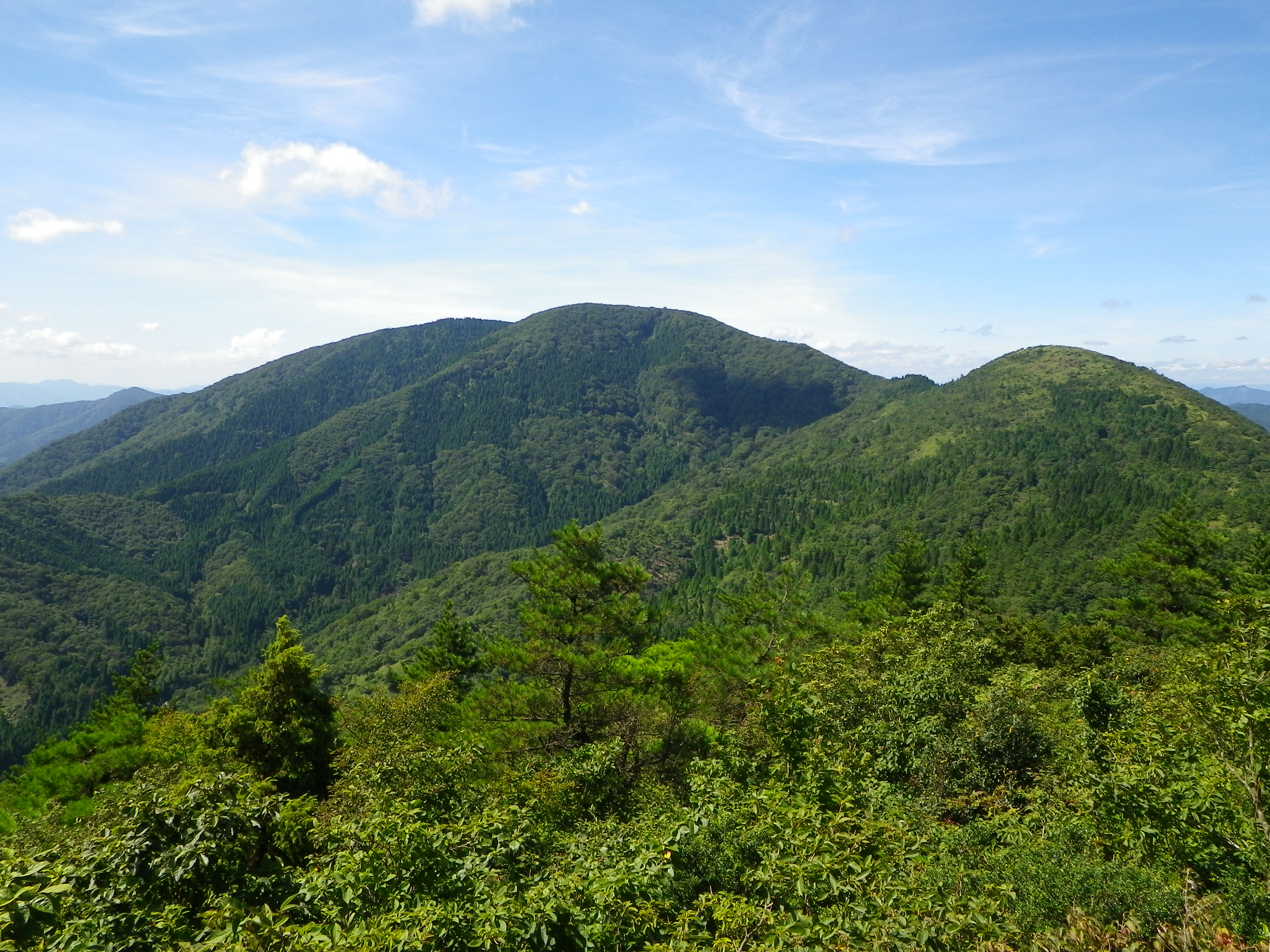
大江山

由良川が形成する河守盆地の北方にあり、由良川支流の宮川流域にいくつかの集落を形成した。生業は農業が主だったが、戦前までは主要な副業として養蚕業があった。また、冬季には木炭や串柿などを生産し、栽培した楮による和紙製造も行われていた。
- 山岳：大江山、鳩ヶ峰、鍋塚、矢部山、天ヶ峰、城山
- 河川：宮川、雲原川

## 歴史
1889年（明治22年）4月1日 - 町村制の施行により、仏性寺村・北原村・毛原村・内宮村・二俣村・天田内村・橋谷村の区域をもって河守上村が発足。旧村名を継承した7大字を編成。1890年（明治23年）の人口は2,576人だった。
1950年（昭和25年）の人口は2,601人だった。1951年（昭和26年）4月1日 - 河守町に編入されて河守上村が廃止される。河守町は即日改称して大江町が発足。

## 行政

### 歴代村長
| 代 | 名前         | 就任      | 退任       |
| -- | ------------ | --------- | ---------- |
| 1  | 佐藤和助     | 1889年6月 | 1893年1月  |
| 2  | 西垣権左衛門 | 1893年2月 | 1894年8月  |
| 3  | 荒賀信右衛門 | 1894年9月 | 1895年12月 |
| -  | 西垣権左衛門 | 1896年2月 | 1897年3月  |
| -  | 荒賀信右衛門 | 1897年4月 | 1898年4月  |
| -  | 西垣権左衛門 | 1898年5月 | 1901年1月  |
| 4  | 脇田房蔵     | 1901年1月 | 1905年2月  |
| 5  | 岡垣新之助   | 1905年2月 | 1907年2月  |
| 6  | 岡垣憲一     | 1907年3月 | 1910年6月  |
| 7  | 亀井清太郎   | 1910年7月 | 1912年1月  |
| 8  | 荒賀駒造     | 1912年2月 | 1912年12月 |
| 9  | 真下市松     | 1913年1月 | 1917年1月  |
| 10 | 佐藤留太郎   | 1917年2月 | 1929年3月  |
| 11 | 馬谷常四郎   | 1929年3月 | 1932年1月  |
| 12 | 荒賀万之助   | 1932年1月 | 1937年1月  |
| -  | 馬谷常四郎   | 1937年2月 | 1940年2月  |
| 13 | 佐古田正作   | 1940年2月 | 1944年2月  |
| 14 | 佐藤清次     | 1944年2月 | 1947年4月  |
| 15 | 佐古田弥一郎 | 1947年4月 | 1951年3月  |

出典は『大江町史 通史編 下巻』

## 経済
河守上村の仏性寺には河守鉱山があった。1917年（大正6年）、大江山の中腹で銅の鉱脈が発見された。1928年（昭和3年）に日本鉱業会社（後のジャパンエナジー株式会社）が採掘権を獲得し、1933年（昭和8年）から黄銅鉱や磁硫鉄鉱を主とする本格的な採掘を開始した。1960年（昭和35年）の日本鉱業会社河守鉱業所の従業員は215人を数え、月産搬出粗鉱は5500トンに上った。河守鉱山は1969年（昭和44年）に閉山した。

## 交通
河守上村に鉄道は通じていなかった。大江町発足後の1988年（昭和63年）には京都丹後鉄道宮福線が開業し、二俣駅と大江山口内宮駅が設置された。

## 名所・旧跡
- 皇大神社 - 元伊勢伝承地。
- 豊受大神社 - 元伊勢伝承地。